# Henk Horsman
Henk Horsman (Den Helder, 22 juni 1937 – Den Helder, 26 mei 2021) was een Nederlandse organisator.
In 1958 liep Horsman met wat vrienden en kennissen van Den Helder naar Hoek van Holland. Een jaar later begon hij met de jaarlijkse Strandzesdaagse. Het eerste jaar ging de wandeltocht van Den Helder naar het zuiden, sinds 1960 van Hoek van Holland tot Den Helder.
Horsman was ook organisator van het fietsevenement DDDDD: Den Haag - Den Helder Door De Duinen. Op zaterdag fietste men langs de Nederlandse kust van Den Haag naar Den Helder. Op zondag ging de fietstocht via Alkmaar en de pont bij Velsen weer terug naar Den Haag. In samenwerking met de krant Het Parool organiseerde hij in de jaren '80 en '90 zo'n 15 jaar de Parool IJsselmeertocht. Deze fietstocht duurde drie dagen en startte op Hemelvaartsdag in Amsterdam vanaf het Paroolgebouw.

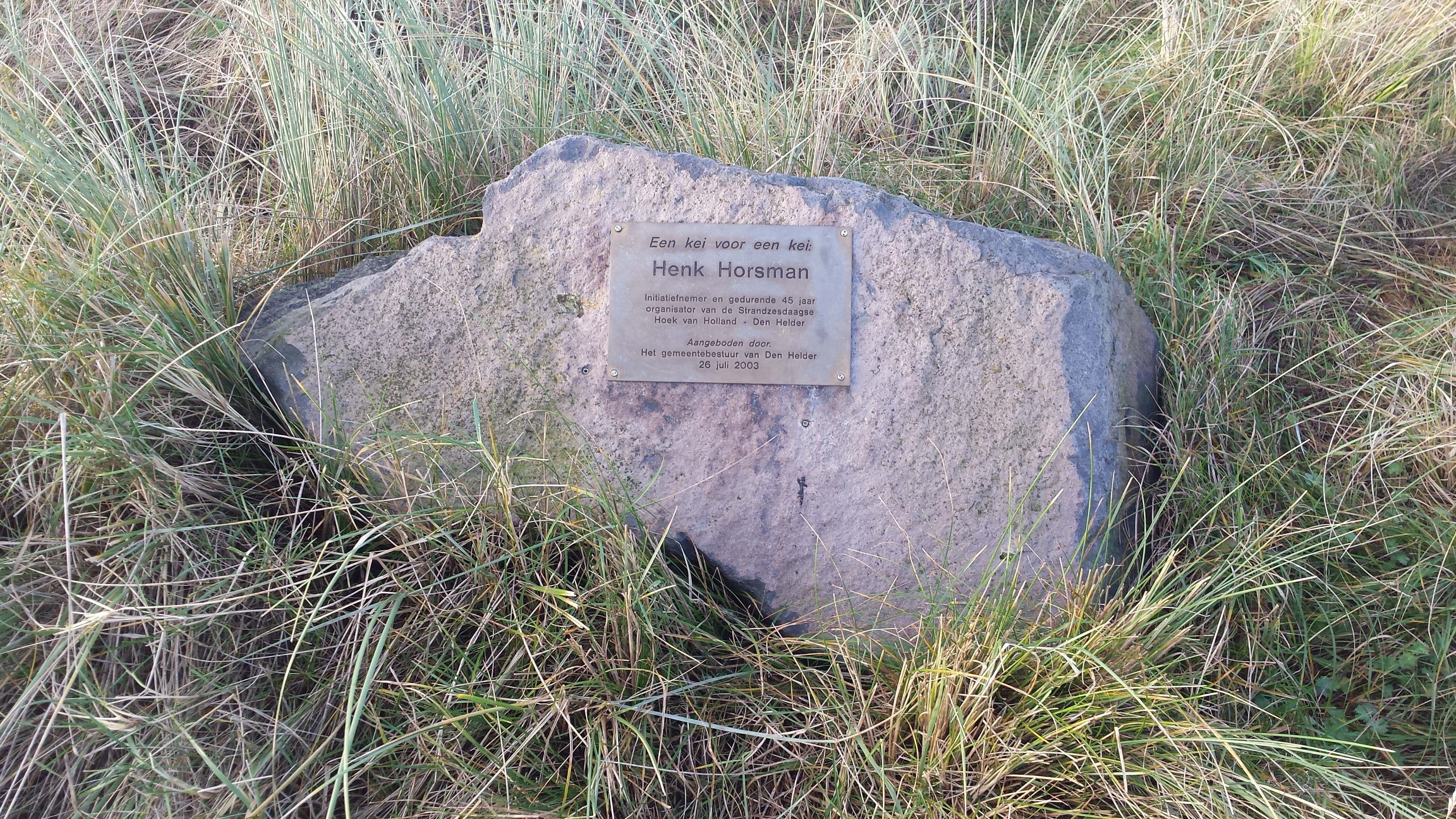
Een kei voor een kei

Horsman is in 2003, na de 45e editie van de Strandzesdaagse, door burgemeester Jeroen Staatsen van Den Helder geëerd. Hij kreeg een "Kei voor een Kei" aangeboden. Deze ligt sindsdien bij de strandopslag van Fort Kijkduin in Huisduinen (gemeente Den Helder).